# Нёйи-ла-Форе
Нёйи́-ла-Форе́ (фр. Neuilly-la-Forêt) — коммуна во Франции, находится в регионе Нижняя Нормандия. Департамент коммуны — Кальвадос. Входит в состав кантона Изиньи-сюр-Мер. Округ коммуны — Байё.
Код INSEE коммуны — 14462.

## Население
Население коммуны на 2010 год составляло 464 человека.
| 1962 | 1968 | 1975 | 1982 | 1990 | 1999 | 2010 |
| ---- | ---- | ---- | ---- | ---- | ---- | ---- |
| 704  | 675  | 564  | 505  | 481  | 444  | 464  |

## Экономика
В 2010 году среди 289 человек трудоспособного возраста (15—64 лет) 217 были экономически активными, 72 — неактивными (показатель активности — 75,1 %, в 1999 году было 66,8 %). Из 217 активных жителей работали 189 человек (105 мужчин и 84 женщины), безработных было 28 (12 мужчин и 16 женщин). Среди 72 неактивных 15 человек были учениками или студентами, 30 — пенсионерами, 27 были неактивными по другим причинам.